# Jorge Campos
Jorge Francisco Campos Navarrete (Acapulco, 15 ottobre 1966) è un calciatore e allenatore di calcio messicano, di ruolo portiere o attaccante del México FC.

## Caratteristiche tecniche
Ha giocato sia come portiere (suo ruolo d'elezione) che come attaccante (ruolo nel quale realizzò 38 goal ufficiali in carriera).

## Carriera

### Club
Nella sua infanzia, Campos ha praticato diversi sport, tra cui il calcio e il surf, sport dal quale prendeva ispirazione per disegnare le sue sgargianti divise. Inizia la carriera nel 1988 nel Pumas UNAM come portiere, poi, chiuso da Adolfo Ríos nel ruolo di titolare, decide di "riciclarsi" come attaccante, con il risultato di segnare 14 reti in 37 presenze. Nel 1990 nonostante la sua statura di  170 cm guadagna la titolarità in porta, cosa che lo porta ad abbandonare momentaneamente il ruolo di attaccante. Nel 1995 si trasferisce all'Atlante di Città del Messico, dove gioca per una stagione prima di trasferirsi al Los Angeles Galaxy, negli Stati Uniti d'America.
Nella Major League Soccer ha giocato più di 50 partite, non segnando mai e giocando talvolta da attaccante, apparendo in vari all-star games. Ha militato quasi sempre in squadre messicane (UNAM Pumas, CF Atlante, Cruz Azul, UANL Tigres); tre stagioni invece le ha passate sui campi della Major League Soccer, con i Los Angeles Galaxy e con i Chicago Fire. Quando era in porta, giocava sempre con dei completini dai colori sgargianti (e dagli abbinamenti piuttosto bizzarri) e spesso era lui stesso a disegnarli. Spesso in nazionale indossava (non però nei campionati del mondo ma solo nelle competizioni della Concacaf e ad Atlanta 1996) la maglia numero 9, che utilizzava sia con il completo da portiere che con quello da giocatore di movimento.

### Nazionale
In campo internazionale ha partecipato a tre edizioni dei mondiali di calcio, ad USA 1994 ed a Francia 1998 da titolare, mentre nel 2002 non è mai sceso in campo. Dopo il suo ritiro è diventato assistente del commissario tecnico della nazionale messicana Ricardo Lavolpe. Durante i mondiali è sceso in campo esclusivamente come portiere, dopo il divieto del presidente della FIFA Joseph Blatter al c.t. messicano Manuel Lapuente di utilizzare Campos sia come portiere che come attaccante nella medesima partita, nonostante non esista nel regolamento tale regola. Inoltre al mondiale 1998 ha dovuto rinunciare anche alle sue celebri divise sgargianti (infatti in molte partite, usò la maglia bianca mentre i suoi compagni di squadra usavano la verde e viceversa, mentre nella partita contro la Germania, usò un completo blu con le maniche bianche).

## Statistiche

### Cronologia presenze e reti in Nazionale
| Cronologia completa delle presenze e delle reti in nazionale ― Messico | Cronologia completa delle presenze e delle reti in nazionale ― Messico | Cronologia completa delle presenze e delle reti in nazionale ― Messico | Cronologia completa delle presenze e delle reti in nazionale ― Messico | Cronologia completa delle presenze e delle reti in nazionale ― Messico | Cronologia completa delle presenze e delle reti in nazionale ― Messico | Cronologia completa delle presenze e delle reti in nazionale ― Messico | Cronologia completa delle presenze e delle reti in nazionale ― Messico |
| Data                                                                   | Città                                                                  | In casa                                                                | Risultato                                                              | Ospiti                                                                 | Competizione                                                           | Reti                                                                   | Note                                                                   |
| ---------------------------------------------------------------------- | ---------------------------------------------------------------------- | ---------------------------------------------------------------------- | ---------------------------------------------------------------------- | ---------------------------------------------------------------------- | ---------------------------------------------------------------------- | ---------------------------------------------------------------------- | ---------------------------------------------------------------------- |
| 20-11-1991                                                             | Veracruz                                                               | Messico                                                                | 1 – 1                                                                  | Uruguay                                                                | Amichevole                                                             | -1                                                                     |                                                                        |
| 27-11-1991                                                             | Los Angeles                                                            | Messico                                                                | 1 – 1                                                                  | Costa Rica                                                             | Amichevole                                                             | -1                                                                     |                                                                        |
| 4-12-1991                                                              | León                                                                   | Messico                                                                | 3 – 0                                                                  | Ungheria                                                               | Amichevole                                                             | -                                                                      |                                                                        |
| 8-3-1992                                                               | Città del Messico                                                      | Messico                                                                | 4 – 0                                                                  | Comunità degli Stati Indipendenti                                      | Amichevole                                                             | -                                                                      |                                                                        |
| 11-3-1992                                                              | Tampico                                                                | Messico                                                                | 1 – 1                                                                  | Comunità degli Stati Indipendenti                                      | Amichevole                                                             | -1                                                                     |                                                                        |
| 26-7-1992                                                              | San Salvador                                                           | El Salvador                                                            | 1 – 2                                                                  | Messico                                                                | Amichevole                                                             | -1                                                                     |                                                                        |
| 31-7-1992                                                              | Los Angeles                                                            | Messico                                                                | 0 – 5                                                                  | Brasile                                                                | Amichevole                                                             | -5                                                                     |                                                                        |
| 2-8-1992                                                               | Los Angeles                                                            | Messico                                                                | 0 – 0                                                                  | Colombia                                                               | Amichevole                                                             | -                                                                      |                                                                        |
| 16-8-1992                                                              | Mosca                                                                  | Russia                                                                 | 2 – 0                                                                  | Messico                                                                | Amichevole                                                             | -2                                                                     |                                                                        |
| 19-8-1992                                                              | Sofia                                                                  | Bulgaria                                                               | 1 – 1                                                                  | Messico                                                                | Amichevole                                                             | -1                                                                     |                                                                        |
| 26-8-1992                                                              | Bucarest                                                               | Romania                                                                | 2 – 0                                                                  | Messico                                                                | Amichevole                                                             | -2                                                                     |                                                                        |
| 7-10-1992                                                              | Los Angeles                                                            | El Salvador                                                            | 0 – 2                                                                  | Messico                                                                | Amichevole                                                             | -                                                                      |                                                                        |
| 14-10-1992                                                             | Dresda                                                                 | Germania                                                               | 1 – 1                                                                  | Messico                                                                | Amichevole                                                             | -1                                                                     |                                                                        |
| 22-10-1992                                                             | Zagabria                                                               | Croazia                                                                | 3 – 0                                                                  | Messico                                                                | Amichevole                                                             | -3                                                                     |                                                                        |
| 8-11-1992                                                              | Kingstown                                                              | Saint Vincent e Grenadine                                              | 0 – 4                                                                  | Messico                                                                | Qual. Mondiali 1994                                                    | -                                                                      |                                                                        |
| 15-11-1992                                                             | Città del Messico                                                      | Messico                                                                | 2 – 0                                                                  | Honduras                                                               | Qual. Mondiali 1994                                                    | -                                                                      |                                                                        |
| 22-11-1992                                                             | Città del Messico                                                      | Messico                                                                | 4 – 0                                                                  | Costa Rica                                                             | Qual. Mondiali 1994                                                    | -                                                                      |                                                                        |
| 13-12-1992                                                             | Tegucigalpa                                                            | Honduras                                                               | 1 – 1                                                                  | Messico                                                                | Qual. Mondiali 1994                                                    | -1                                                                     |                                                                        |
| 20-1-1993                                                              | Firenze                                                                | Italia                                                                 | 2 – 0                                                                  | Messico                                                                | Amichevole                                                             | -2                                                                     |                                                                        |
| 27-1-1993                                                              | Las Palmas                                                             | Spagna                                                                 | 1 – 1                                                                  | Messico                                                                | Amichevole                                                             | -1                                                                     |                                                                        |
| 10-2-1993                                                              | Monterrey                                                              | Messico                                                                | 2 – 0                                                                  | Romania                                                                | Amichevole                                                             | -                                                                      |                                                                        |
| 4-4-1993                                                               | San Salvador                                                           | El Salvador                                                            | 2 – 1                                                                  | Messico                                                                | Qual. Mondiali 1994                                                    | -2                                                                     |                                                                        |
| 11-4-1993                                                              | Città del Messico                                                      | Messico                                                                | 3 – 0                                                                  | Honduras                                                               | Qual. Mondiali 1994                                                    | -                                                                      |                                                                        |
| 18-4-1993                                                              | Città del Messico                                                      | Messico                                                                | 3 – 1                                                                  | El Salvador                                                            | Qual. Mondiali 1994                                                    | -                                                                      |                                                                        |
| 25-4-1993                                                              | Città del Messico                                                      | Messico                                                                | 4 – 0                                                                  | Canada                                                                 | Qual. Mondiali 1994                                                    | -                                                                      |                                                                        |
| 2-5-1993                                                               | Tegucigalpa                                                            | Honduras                                                               | 1 – 4                                                                  | Messico                                                                | Qual. Mondiali 1994                                                    | -1                                                                     |                                                                        |
| 9-5-1993                                                               | Toronto                                                                | Canada                                                                 | 1 – 2                                                                  | Messico                                                                | Qual. Mondiali 1994                                                    | -1                                                                     |                                                                        |
| 10-6-1993                                                              | Città del Messico                                                      | Messico                                                                | 3 – 1                                                                  | Paraguay                                                               | Amichevole                                                             | -1                                                                     |                                                                        |
| 16-6-1993                                                              | Machala                                                                | Colombia                                                               | 2 – 1                                                                  | Messico                                                                | Coppa America 1993 - 1º turno                                          | -2                                                                     |                                                                        |
| 20-6-1993                                                              | Guayaquil                                                              | Argentina                                                              | 1 – 1                                                                  | Messico                                                                | Coppa America 1993 - 1º turno                                          | -1                                                                     |                                                                        |
| 23-6-1993                                                              | Portoviejo                                                             | Bolivia                                                                | 0 – 0                                                                  | Messico                                                                | Coppa America 1993 - 1º turno                                          | -                                                                      |                                                                        |
| 27-6-1993                                                              | Quito                                                                  | Perù                                                                   | 2 – 4                                                                  | Messico                                                                | Coppa America 1993 - Quarti di finale                                  | -2                                                                     |                                                                        |
| 30-6-1993                                                              | Quito                                                                  | Ecuador                                                                | 0 – 2                                                                  | Messico                                                                | Coppa America 1993 - Semifinale                                        | -                                                                      |                                                                        |
| 4-7-1993                                                               | Guayaquil                                                              | Argentina                                                              | 2 – 1                                                                  | Messico                                                                | Coppa America 1993 - Finale                                            | -2                                                                     |                                                                        |
| 11-7-1993                                                              | Città del Messico                                                      | Messico                                                                | 9 – 0                                                                  | Martinica                                                              | Gold Cup 1993 - 1º turno                                               | -                                                                      |                                                                        |
| 15-7-1993                                                              | Città del Messico                                                      | Messico                                                                | 1 – 1                                                                  | Costa Rica                                                             | Gold Cup 1993 - 1º turno                                               | -1                                                                     |                                                                        |
| 18-7-1993                                                              | Città del Messico                                                      | Messico                                                                | 8 – 0                                                                  | Canada                                                                 | Gold Cup 1993 - 1º turno                                               | -                                                                      |                                                                        |
| 22-7-1993                                                              | Città del Messico                                                      | Messico                                                                | 6 – 1                                                                  | Giamaica                                                               | Gold Cup 1993 - Semifinale                                             | -1                                                                     |                                                                        |
| 25-7-1993                                                              | Città del Messico                                                      | Messico                                                                | 4 – 0                                                                  | Stati Uniti                                                            | Gold Cup 1993 - Finale                                                 | -                                                                      |                                                                        |
| 8-8-1993                                                               | Maceió                                                                 | Brasile                                                                | 1 – 1                                                                  | Messico                                                                | Amichevole                                                             | -1                                                                     |                                                                        |
| 22-9-1993                                                              | Los Angeles                                                            | Camerun                                                                | 0 – 1                                                                  | Messico                                                                | Amichevole                                                             | -                                                                      |                                                                        |
| 29-9-1993                                                              | Oakland                                                                | Polonia                                                                | 0 – 0                                                                  | Messico                                                                | Amichevole                                                             | -                                                                      |                                                                        |
| 6-10-1993                                                              | Los Angeles                                                            | Sudafrica                                                              | 0 – 4                                                                  | Messico                                                                | Amichevole                                                             | -                                                                      |                                                                        |
| 13-10-1993                                                             | Washington                                                             | Stati Uniti                                                            | 1 – 1                                                                  | Messico                                                                | Amichevole                                                             | -1                                                                     |                                                                        |
| 20-10-1993                                                             | San Diego                                                              | Ucraina                                                                | 1 – 2                                                                  | Messico                                                                | Amichevole                                                             | -1                                                                     |                                                                        |
| 3-11-1993                                                              | San Diego                                                              | Cina                                                                   | 0 – 3                                                                  | Messico                                                                | Amichevole                                                             | -                                                                      |                                                                        |
| 16-12-1993                                                             | Guadalajara                                                            | Messico                                                                | 1 – 0                                                                  | Brasile                                                                | Amichevole                                                             | -                                                                      |                                                                        |
| 22-12-1993                                                             | Città del Messico                                                      | Messico                                                                | 0 – 0                                                                  | Germania                                                               | Amichevole                                                             | -                                                                      |                                                                        |
| 19-1-1994                                                              | San Diego                                                              | Bulgaria                                                               | 1 – 1                                                                  | Messico                                                                | Amichevole                                                             | -1                                                                     |                                                                        |
| 2-2-1994                                                               | Oakland                                                                | Russia                                                                 | 4 – 1                                                                  | Messico                                                                | Amichevole                                                             | -4                                                                     |                                                                        |
| 24-2-1994                                                              | Fresno                                                                 | Svezia                                                                 | 1 – 2                                                                  | Messico                                                                | Amichevole                                                             | -1                                                                     |                                                                        |
| 2-3-1994                                                               | Città del Messico                                                      | Messico                                                                | 2 – 1                                                                  | Colombia                                                               | Amichevole                                                             | -1                                                                     |                                                                        |
| 4-6-1994                                                               | Pasadena                                                               | Stati Uniti                                                            | 1 – 0                                                                  | Messico                                                                | Amichevole                                                             | -1                                                                     |                                                                        |
| 11-6-1994                                                              | Miami                                                                  | Irlanda del Nord                                                       | 0 – 3                                                                  | Messico                                                                | Amichevole                                                             | -                                                                      |                                                                        |
| 19-6-1994                                                              | Washington                                                             | Norvegia                                                               | 1 – 0                                                                  | Messico                                                                | Mondiali 1994 - 1º turno                                               | -1                                                                     |                                                                        |
| 24-6-1994                                                              | Orlando                                                                | Irlanda                                                                | 1 – 2                                                                  | Messico                                                                | Mondiali 1994 - 1º turno                                               | -1                                                                     |                                                                        |
| 28-6-1994                                                              | Washington                                                             | Italia                                                                 | 1 – 1                                                                  | Messico                                                                | Mondiali 1994 - 1º turno                                               | -1                                                                     |                                                                        |
| 5-7-1994                                                               | New Jersey                                                             | Bulgaria                                                               | 1 – 1                                                                  | Messico                                                                | Mondiali 1994 - Ottavi di finale                                       | -1                                                                     |                                                                        |
| 14-12-1994                                                             | Città del Messico                                                      | Messico                                                                | 5 – 1                                                                  | Ungheria                                                               | Amichevole                                                             | -1                                                                     |                                                                        |
| 6-1-1995                                                               | Riyad                                                                  | Arabia Saudita                                                         | 0 – 2                                                                  | Messico                                                                | Coppa re Fahd 1995 - 1º turno                                          | -                                                                      |                                                                        |
| 10-1-1995                                                              | Riyad                                                                  | Messico                                                                | 1 – 1 (4 – 2 dtr)                                                      | Danimarca                                                              | Coppa re Fahd 1995 - 1º turno                                          | -1                                                                     |                                                                        |
| 13-1-1995                                                              | Riyad                                                                  | Messico                                                                | 1 – 1                                                                  | Nigeria                                                                | Coppa re Fahd 1995 - Finale 3º posto                                   | -1                                                                     |                                                                        |
| 1-2-1995                                                               | San Diego                                                              | Messico                                                                | 1 – 0                                                                  | Uruguay                                                                | Amichevole                                                             | -                                                                      |                                                                        |
| 29-3-1995                                                              | Los Angeles                                                            | Messico                                                                | 1 – 2                                                                  | Cile                                                                   | Amichevole                                                             | -2                                                                     |                                                                        |
| 18-6-1995                                                              | Washington                                                             | Stati Uniti                                                            | 4 – 0                                                                  | Messico                                                                | Amichevole                                                             | -4                                                                     |                                                                        |
| 21-6-1995                                                              | Washington                                                             | Messico                                                                | 0 – 0                                                                  | Colombia                                                               | Amichevole                                                             | -                                                                      |                                                                        |
| 24-6-1995                                                              | Dallas                                                                 | Messico                                                                | 2 – 1                                                                  | Nigeria                                                                | Amichevole                                                             | -1                                                                     |                                                                        |
| 6-7-1995                                                               | Maldonado                                                              | Messico                                                                | 1 – 2                                                                  | Paraguay                                                               | Coppa America 1995 - 1º turno                                          | -2                                                                     |                                                                        |
| 9-7-1995                                                               | Maldonado                                                              | Messico                                                                | 3 – 1                                                                  | Venezuela                                                              | Coppa America 1995 - 1º turno                                          | -1                                                                     |                                                                        |
| 13-7-1995                                                              | Montevideo                                                             | Uruguay                                                                | 1 – 1                                                                  | Messico                                                                | Coppa America 1995 - 1º turno                                          | -1                                                                     |                                                                        |
| 17-7-1995                                                              | Paysandú                                                               | Messico                                                                | 0 – 0                                                                  | Stati Uniti                                                            | Coppa America 1995 - Quarti di finale                                  | -                                                                      |                                                                        |
| 6-12-1995                                                              | Hermosillo                                                             | Messico                                                                | 1 – 2                                                                  | Slovenia                                                               | Amichevole                                                             | -2                                                                     |                                                                        |
| 11-1-1996                                                              | San Diego                                                              | Messico                                                                | 5 – 0                                                                  | Saint Vincent e Grenadine                                              | Gold Cup 1996 - 1º turno                                               | -                                                                      |                                                                        |
| 14-1-1996                                                              | San Diego                                                              | Messico                                                                | 1 – 0                                                                  | Guatemala                                                              | Gold Cup 1996 - 1º turno                                               | -                                                                      |                                                                        |
| 19-1-1996                                                              | San Diego                                                              | Messico                                                                | 1 – 0                                                                  | Guatemala                                                              | Gold Cup 1996 - Semifinale                                             | -                                                                      |                                                                        |
| 21-1-1996                                                              | Los Angeles                                                            | Messico                                                                | 2 – 0                                                                  | Brasile                                                                | Gold Cup 1996 - Finale                                                 | -                                                                      |                                                                        |
| 7-2-1996                                                               | Viña del Mar                                                           | Cile                                                                   | 2 – 1                                                                  | Messico                                                                | Amichevole                                                             | -2                                                                     |                                                                        |
| 29-5-1996                                                              | Fukuoka                                                                | Giappone                                                               | 3 – 2                                                                  | Messico                                                                | Amichevole                                                             | -3                                                                     |                                                                        |
| 16-6-1996                                                              | Pasadena                                                               | Stati Uniti                                                            | 2 – 2                                                                  | Messico                                                                | Amichevole                                                             | -2                                                                     |                                                                        |
| 15-9-1996                                                              | Kingstown                                                              | Saint Vincent e Grenadine                                              | 0 – 3                                                                  | Messico                                                                | Qual. Mondiali 1998                                                    | -                                                                      |                                                                        |
| 21-9-1996                                                              | San Pedro Sula                                                         | Honduras                                                               | 2 – 1                                                                  | Messico                                                                | Qual. Mondiali 1998                                                    | -2                                                                     |                                                                        |
| 16-10-1996                                                             | Città del Messico                                                      | Messico                                                                | 2 – 1                                                                  | Giamaica                                                               | Qual. Mondiali 1998                                                    | -1                                                                     |                                                                        |
| 23-10-1996                                                             | Oakland                                                                | Messico                                                                | 0 – 1                                                                  | Ecuador                                                                | Amichevole                                                             | -1                                                                     |                                                                        |
| 30-10-1996                                                             | Città del Messico                                                      | Messico                                                                | 5 – 1                                                                  | Saint Vincent e Grenadine                                              | Qual. Mondiali 1998                                                    | -1                                                                     |                                                                        |
| 6-11-1996                                                              | Città del Messico                                                      | Messico                                                                | 3 – 1                                                                  | Honduras                                                               | Qual. Mondiali 1998                                                    | -1                                                                     |                                                                        |
| 20-11-1996                                                             | Los Angeles                                                            | El Salvador                                                            | 1 – 3                                                                  | Messico                                                                | Amichevole                                                             | -1                                                                     |                                                                        |
| 5-10-1997                                                              | Città del Messico                                                      | Messico                                                                | 5 – 0                                                                  | El Salvador                                                            | Qual. Mondiali 1998                                                    | -                                                                      |                                                                        |
| 12-10-1997                                                             | Edmonton                                                               | Canada                                                                 | 2 – 2                                                                  | Messico                                                                | Qual. Mondiali 1998                                                    | -2                                                                     |                                                                        |
| 2-11-1997                                                              | Città del Messico                                                      | Messico                                                                | 0 – 0                                                                  | Stati Uniti                                                            | Qual. Mondiali 1998                                                    | -                                                                      |                                                                        |
| 18-3-1998                                                              | Città del Messico                                                      | Messico                                                                | 1 – 1                                                                  | Paraguay                                                               | Amichevole                                                             | -1                                                                     |                                                                        |
| 15-4-1998                                                              | Los Angeles                                                            | Messico                                                                | 1 – 0                                                                  | Perù                                                                   | Amichevole                                                             | -                                                                      |                                                                        |
| 9-5-1998                                                               | Montecatini Terme                                                      | Messico                                                                | 6 – 0                                                                  | Estonia                                                                | Amichevole                                                             | -                                                                      |                                                                        |
| 23-5-1998                                                              | Dublino                                                                | Irlanda                                                                | 0 – 0                                                                  | Messico                                                                | Amichevole                                                             | -                                                                      |                                                                        |
| 31-5-1998                                                              | Losanna                                                                | Giappone                                                               | 1 – 2                                                                  | Messico                                                                | Amichevole                                                             | -1                                                                     |                                                                        |
| 13-6-1998                                                              | Lione                                                                  | Corea del Sud                                                          | 1 – 3                                                                  | Messico                                                                | Mondiali 1998 - 1º turno                                               | -1                                                                     |                                                                        |
| 20-6-1998                                                              | Bordeaux                                                               | Belgio                                                                 | 2 – 2                                                                  | Messico                                                                | Mondiali 1998 - 1º turno                                               | -2                                                                     |                                                                        |
| 25-6-1998                                                              | Saint-Étienne                                                          | Paesi Bassi                                                            | 2 – 2                                                                  | Messico                                                                | Mondiali 1998 - 1º turno                                               | -2                                                                     |                                                                        |
| 29-6-1998                                                              | Montpellier                                                            | Germania                                                               | 2 – 1                                                                  | Messico                                                                | Mondiali 1998 - Ottavi di finale                                       | -2                                                                     |                                                                        |
| 10-2-1999                                                              | Los Angeles                                                            | Argentina                                                              | 1 – 0                                                                  | Messico                                                                | Amichevole                                                             | -                                                                      |                                                                        |
| 9-6-1999                                                               | Chicago                                                                | Argentina                                                              | 2 – 2                                                                  | Messico                                                                | Amichevole                                                             | -2                                                                     |                                                                        |
| 16-6-1999                                                              | Seul                                                                   | Croazia                                                                | 2 – 1                                                                  | Messico                                                                | Amichevole                                                             | -2                                                                     |                                                                        |
| 18-6-1999                                                              | Seul                                                                   | Egitto                                                                 | 0 – 2                                                                  | Messico                                                                | Amichevole                                                             | -                                                                      |                                                                        |
| 30-6-1999                                                              | Ciudad del Este                                                        | Cile                                                                   | 1 – 0                                                                  | Messico                                                                | Coppa America 1999 - 1º turno                                          | -1                                                                     |                                                                        |
| 3-7-1999                                                               | Ciudad del Este                                                        | Brasile                                                                | 2 – 1                                                                  | Messico                                                                | Coppa America 1999 - 1º turno                                          | -2                                                                     |                                                                        |
| 10-7-1999                                                              | Luque                                                                  | Perù                                                                   | 3 – 3                                                                  | Messico                                                                | Coppa America 1999 - Quarti di finale                                  | -3                                                                     |                                                                        |
| 14-7-1999                                                              | Ciudad del Este                                                        | Brasile                                                                | 2 – 0                                                                  | Messico                                                                | Coppa America 1999 - Semifinale                                        | -2                                                                     |                                                                        |
| 17-7-1999                                                              | Asunción                                                               | Cile                                                                   | 1 – 2                                                                  | Messico                                                                | Coppa America 1999 - Finale 3º posto                                   | -1                                                                     |                                                                        |
| 24-7-1999                                                              | Città del Messico                                                      | Messico                                                                | 5 – 1                                                                  | Arabia Saudita                                                         | Conf. Cup 1999 - 1º turno                                              | -1                                                                     |                                                                        |
| 27-7-1999                                                              | Città del Messico                                                      | Messico                                                                | 2 – 2                                                                  | Egitto                                                                 | Conf. Cup 1999 - 1º turno                                              | -2                                                                     |                                                                        |
| 29-7-1999                                                              | Città del Messico                                                      | Messico                                                                | 1 – 0                                                                  | Bolivia                                                                | Conf. Cup 1999 - 1º turno                                              | -                                                                      |                                                                        |
| 1-8-1999                                                               | Città del Messico                                                      | Messico                                                                | 1 – 0 dts                                                              | Stati Uniti                                                            | Conf. Cup 1999 - Semifinale                                            | -                                                                      |                                                                        |
| 4-8-1999                                                               | Città del Messico                                                      | Messico                                                                | 4 – 3                                                                  | Brasile                                                                | Conf. Cup 1999 - Finale                                                | -3                                                                     |                                                                        |
| 20-10-1999                                                             | San Diego                                                              | Colombia                                                               | 0 – 0                                                                  | Messico                                                                | Amichevole                                                             | -                                                                      |                                                                        |
| 1-7-2000                                                               | San Francisco                                                          | El Salvador                                                            | 0 – 3                                                                  | Messico                                                                | Amichevole                                                             | -                                                                      |                                                                        |
| 16-7-2000                                                              | Panama                                                                 | Panama                                                                 | 0 – 1                                                                  | Messico                                                                | Qual. Mondiali 2002                                                    | -                                                                      |                                                                        |
| 23-7-2000                                                              | Port of Spain                                                          | Trinidad e Tobago                                                      | 0 – 1                                                                  | Messico                                                                | Qual. Mondiali 2002                                                    | -                                                                      |                                                                        |
| 15-8-2000                                                              | Città del Messico                                                      | Messico                                                                | 2 – 0                                                                  | Canada                                                                 | Qual. Mondiali 2002                                                    | -                                                                      |                                                                        |
| 3-9-2000                                                               | Città del Messico                                                      | Messico                                                                | 7 – 1                                                                  | Panama                                                                 | Qual. Mondiali 2002                                                    | -1                                                                     |                                                                        |
| 20-9-2000                                                              | San Diego                                                              | Ecuador                                                                | 0 – 2                                                                  | Messico                                                                | Amichevole                                                             | -                                                                      |                                                                        |
| 27-9-2000                                                              | San Jose                                                               | Bolivia                                                                | 0 – 1                                                                  | Messico                                                                | Amichevole                                                             | -                                                                      |                                                                        |
| 8-10-2000                                                              | Città del Messico                                                      | Messico                                                                | 7 – 0                                                                  | Trinidad e Tobago                                                      | Qual. Mondiali 2002                                                    | -                                                                      |                                                                        |
| 15-11-2000                                                             | Toronto                                                                | Canada                                                                 | 0 – 0                                                                  | Messico                                                                | Qual. Mondiali 2002                                                    | -                                                                      |                                                                        |
| 20-12-2000                                                             | Los Angeles                                                            | Argentina                                                              | 2 – 0                                                                  | Messico                                                                | Amichevole                                                             | -2                                                                     |                                                                        |
| 24-1-2001                                                              | Morelia                                                                | Messico                                                                | 0 – 2                                                                  | Bulgaria                                                               | Amichevole                                                             | -2                                                                     |                                                                        |
| 31-1-2001                                                              | Los Angeles                                                            | Colombia                                                               | 3 – 2                                                                  | Messico                                                                | Amichevole                                                             | -3                                                                     |                                                                        |
| 28-2-2001                                                              | Columbus                                                               | Stati Uniti                                                            | 2 – 0                                                                  | Messico                                                                | Qual. Mondiali 2002                                                    | -2                                                                     |                                                                        |
| 20-6-2001                                                              | San Pedro Sula                                                         | Honduras                                                               | 3 – 1                                                                  | Messico                                                                | Qual. Mondiali 2002                                                    | -3                                                                     |                                                                        |
| 17-4-2002                                                              | East Rutherford                                                        | Bulgaria                                                               | 0 – 1                                                                  | Messico                                                                | Amichevole                                                             | -                                                                      |                                                                        |
| 12-5-2002                                                              | Città del Messico                                                      | Messico                                                                | 2 – 1                                                                  | Colombia                                                               | Amichevole                                                             | -1                                                                     |                                                                        |
| 19-11-2003                                                             | San Francisco                                                          | Islanda                                                                | 0 – 0                                                                  | Messico                                                                | Amichevole                                                             | -                                                                      |                                                                        |
| Totale                                                                 |                                                                        | Presenze                                                               | 130                                                                    |                                                                        | Reti                                                                   | -123                                                                   |                                                                        |

## Palmarès

### Club

#### Competizioni nazionali
- Campionato messicano: 1

UNAM Pumas: 1991
- Campionato MLS: 1

Chicago: 1998
- U.S. Open Cup: 1

Chicago: 1998

#### Competizioni internazionali
- CONCACAF Champions' Cup: 1

UNAM Pumas: 1989

### Nazionale
- Gold Cup: 2

1993, 1996
- Confederations Cup: 1

1999